# Caso Conrado Niemeyer

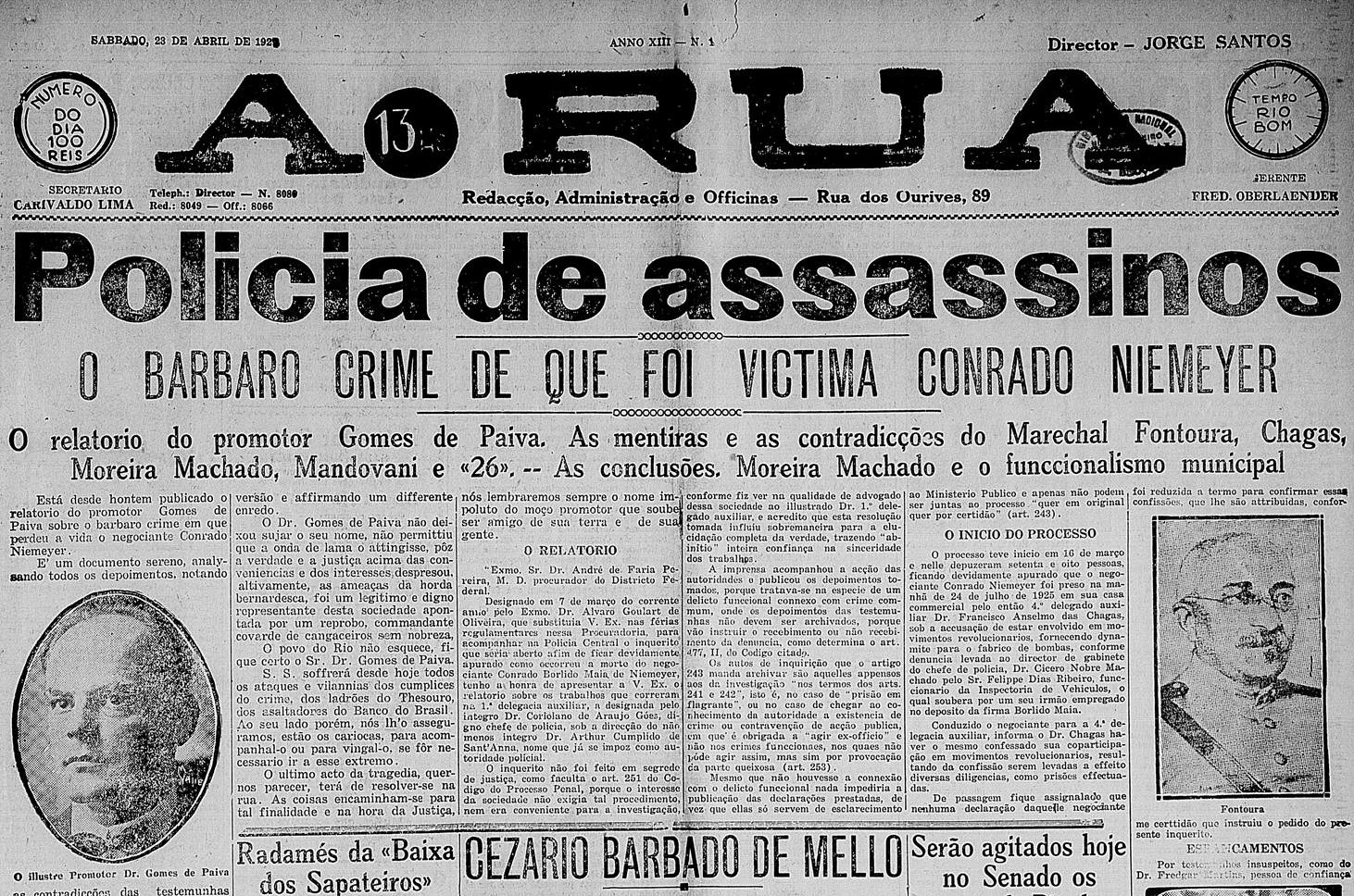
Primeira página do jornal A Rua acusando a polícia de ter morto Niemeyer

O caso Conrado Niemeyer refere-se à morte de um comerciante brasileiro detido em 24 de julho de 1925 pela 4.ª Delegacia Auxiliar da polícia do Distrito Federal. Conrado Borlido Maia de Niemeyer, nascido no Rio de Janeiro em 5 de abril de 1871, era oriundo de uma família de engenheiros, industriais e militares e dono da Casa Borlido Maia e Cia. A polícia acusava-o de fornecer dinamite a conspiradores tenentistas que operavam clandestinos na capital. Em 24 de julho, Niemeyer aceitou a intimação do delegado titular Francisco Chagas, da 4.ª Delegacia, para depor no Prédio da Polícia Central.
O Distrito Federal vivia sob estado de sítio e o governo Artur Bernardes, temeroso das conspirações tenentistas, usava a 4.ª Delegacia como polícia política. Duas testemunhas do caso, o industrial Viriato da Cunha Bastos Schomacker e o fabricante de fogos de artifício Narciso Ramalheda, também estavam na 4.ª Delegacia por acusações de colaboração com os conspiradores. A polícia identificou Niemeyer como o proprietário de uma casa na rua Flack onde, dias antes, três investigadores haviam sido feridos num tiroteio com oficiais tenentistas.
Niemeyer morreu caído de uma janela da Polícia Central; segundo a versão oficial divulgada à imprensa e confirmada por um primeiro inquérito policial, tratava-se de um suicídio. A pedido da viúva, um novo inquérito foi aberto pelo procurador-geral da Justiça do Distrito Federal em 16 de março de 1927, passado o estado de sítio. Novos depoimentos trouxeram evidências de que Niemeyer havia entrado em luta corporal com os policiais, que o espancaram violentamente e atiraram do prédio. O Chefe de Polícia quando ocorreu o evento, marechal Carneiro da Fontoura, negou responsabilidade. Quatro policiais foram indiciados pelo inquérito: Francisco Chagas, Pedro Mandovani, Alfredo Moreira Machado e Manuel da Costa Lima (o "26"). Os depoimentos tiveram enorme repercussão.
Em 5 de abril de 1930 o dr. Oliveira Figueiredo, juiz da 1.ª Vara Criminal, proferiu a sentença de absolvição dos réus. Historiadores como Domingos Meirelles, Isabel Lopez Aragão e o Atlas Histórico do Brasil, do CPDOC, rejeitam a versão do suicídio e consideram que Niemeyer foi atirado do prédio. O mesmo edifício, onde mais tarde operou o DOPS, foi palco de outros supostos suicídios de opositores políticos, tais como o comunista americano Victor Allen Barron após a Intentona Comunista de 1935 e o sindicalista José de Souza após o golpe de Estado de 1964.